# Fédération tunisienne d'athlétisme
La Fédération tunisienne d'athlétisme (FTA) regroupe l'ensemble des clubs ayant pour objet la pratique de l'athlétisme en Tunisie.
Elle est affiliée à l'Association internationale des fédérations d'athlétisme (IAAF), tout en étant un membre actif de la Confédération africaine d'athlétisme (CAA) qui gère les compétitions au niveau continental.

## Histoire
L'athlétisme voit le jour en Tunisie en 1903, année au cours de laquelle est organisé, le 12 avril, le premier cross-country qui suscite un engouement extraordinaire. De 1908 à 1910, l'athlétisme dépend du Comité des sports athlétiques de Tunisie, avant d'être rattaché à l'Union des sociétés françaises de sports athlétiques.
Le premier championnat d'athlétisme sur piste est organisé en juin 1912 et comporte douze épreuves : les 100, 200 et 1 500 m, les 110 m et 400 m haies, le saut en hauteur avec et sans élan, le saut en longueur avec et sans élan, le saut à la perche et les lancers du poids et du disque. Un certain Riffault, de l'École coloniale d'agriculture de Tunis, en remporte six, alors qu'un certain Tom Black en remporte quatre. Parmi les pionniers tunisiens figure Aoun Ben Saïd qui remporte, entre autres, le championnat de Tunisie de cross-country de 1913, le semi-marathon du 10 mai 1914 et établit le record du 5 km de l'époque.
En 1922, et à l'occasion de la constitution des différentes ligues, un comité provisoire est formé le 20 avril en présence de neuf clubs dont l'Espérance sportive de Tunis représentée par Chedly Zouiten, qui va être désigné secrétaire général de la ligue. En 1923, l'athlétisme compte onze clubs et 202 licenciés :
- Club sportif des cheminots : 44 licenciés ;
- Jeunesse sportive de Tunis : 35 ;
- Jeanne d'Arc : 26 ;
- Orientale : 21 ;
- Sporting Club Ferryville : 15 ;
- Club athlétique de Tunis : 13 ;
- Racing Club de Tunis : 12 ;
- Tricolores Tinja Sports : 11 ;
- Espérance sportive de Tunis : 9 ;
- Italia de Tunis : 8 ;
- Société navale de Sidi Abdallah : 8.

Parmi les athlètes tunisiens licenciés, on trouve Béji Salim (également gymnaste), Slimane Ben Laaroussi, Mohamed Ben Tijani, Mohamed Ben Youssef, Amor Chater, Hédi Dhaoui, Ahmed Akkari, Habib Rahhal, Tijani et Taïeb Fellah.
Chedly Zouiten est le seul Tunisien à faire partie pendant plusieurs années du comité de la Ligue tunisienne d'athlétisme. Ce n'est qu'après la Seconde Guerre mondiale, avec l'institution de la parité (français-tunisiens) au sein des ligues, que plusieurs sportifs tunisiens vont assumer des responsabilités. Lors de l'assemblée générale du 15 décembre 1945, Taïeb Ben Ammar est élu comme vice-président au sein du comité qui comprend également Ahmed Belkhodja, Mohamed Asmi, Magid Ben Amor et Jacob Maarek. À partir de 1952, Ben Ammar devient président de la ligue avec Mustapha Thraya comme secrétaire général, et ce jusqu'à l'indépendance. Parmi les autres membres tunisiens des différents comités successifs, il y a Khemais Ben Miloud, Brahim Ben Sliman, Magid Ben Amor, Ali Ben Aljia ou Albert Smadja.
Parmi les exploits des athlètes tunisiens de l'époque, citons le championnat du monde militaire d'Ahmed Labidi en 1956, le championnat d'Afrique du Nord et de France d'Ali Khamassi (cadets) en 1955 et les championnats d'Afrique du Nord de Maamer Ouergli et Abdelhay Ben Tahar en 1951. Après l'indépendance, Ben Ammar, Thraya, Ben Aljia ainsi que Moncef Zenaidi, Zine el-Abidine Mahjoub et Slaheddine Kastalli servent l'athlétisme pendant plusieurs années.
En 1961, la Tunisie découvre un athlète d'exception, Mohammed Gammoudi, qui s'impose à l'échelle internationale (Jeux méditerranéens, Jeux de l'amitié, Conseil international des sports militaires puis Jeux olympiques). Dans sa foulée, plusieurs athlètes vont se révéler et porter haut le drapeau national. Par la suite, l'athlétisme évolue en dents de scie et il faut attendre 2012 pour voir Habiba Ghribi remporter un titre olympique.

## Présidents
- Taïeb Ben Ammar (1952-1957 à la LTA)
- Taïeb Ben Ammar (1957-1964)
- Khaled Bourguiba (1964-1968)
- Hichem Ben Ammar (1968-1971)
- Ridha Mrad (1971-1987)
- Abdelfattah Jarraya (1987-1991)
- Mustapha Darghouth (1991-1995)
- Taïeb Bassoumi (1995-1999)
- Younès Chetali (fi) (1999-2009)
- Fathi Hachicha (2009-2020)
- Khaled Amara (depuis 2020)

## Bureau fédéral
Les élections qui ont lieu le 29 octobre 2016 enregistrent la seule candidature de la liste du président sortant, Fathi Hachicha. En effet, la liste concurrente, formée par d'anciens athlètes et présidée par Kamel Idir, se retire en contre-partie de l'intégration de certains de ses membres à la liste de Hachicha. Le bureau fédéral est dès lors constitué des personnalités suivantes :
- Fathi Hachicha : président
- Khaled Amara : coordinateur
- Mohammed Gammoudi
- Sami Ben Mohamed
- Sarra Touibi
- Sofiane Essid
- Samiha Ben Amara
- Mourad Snoussi
- Tarek Zeribi
- Ilyes Zallag
- Mohamed Ali Ben Hassine
- Mansour Tritar

Début 2021, Khaled Amara prend la tête de la fédération. Le bureau fédéral est constitué dès lors des personnalités suivantes :
- Khaled Amara : président
- Fathi Hachicha : coordinateur
- Mohammed Gammoudi
- Sami Ben Mohamed
- Sarra Touibi
- Issam Hamdouni
- Moncef Hadefi
- Rym Néji
- Tarek Zeribi
- Nessrine Dahmen
- Mohamed Ali Ben Hassine
- Mansour Tritar